# Amos Northup
Amos Earl Northup (23. října 1889 Bellevue, Ohio, USA – 8. února 1937, Detroit, Michigan, USA) byl americký automobilový designér. Amos Northup byl ve Spojených státech považován za špičku v oboru. Během své krátké kariéry pracoval pro řadu automobilek: Wills Sainte Claire, Murray Corporation of America, Hupmobile (Hupp Motor Car Company), American Austin (American Austin Car Company), REO (REO Motor Car Company), Willys-Overland a Graham-Paige.
Jeho návrh vozu Graham Blue Streak z roku 1932 zahrnoval řadu revolučních prvků v automobilovém designu, které poté kopírovali skoro všechny automobilky. Další designovou zakázku pro společnost Graham-Paige na modelový rok 1938 (vůz byl později nazvaný Spirit of Motion: Duch pohybu a získal řadu ocenění) nedokončil, protože zemřel v roce 1937 ve věku 47 let.

## Kariéra
Amos Northup byl na počátku své kariéry zaměstnán u C. J. Wadswortha v Painesville v Ohiu. Poté pracoval jako designér pro automobilku Wills Sainte Claire pod vedením Childa Willse. V roce 1924 Northup nastoupil do společnosti Murray Corporation of America, kde měl na starosti běžné sériové karoserie, zatímco Ray Dietrich navrhoval zakázkové karoserie dle individuálních požadavků zákazníků.

### Zakázky společnosti Murray
Společnost Murray dělala hodně karosářských prací také pro různé další automobilky, které neměly interní konstrukční oddělení. Vůz Hupmobile Century Eight z roku 1928 byl jedním z prvních návrhů, na kterém se Amos Northup významně podílel. V roce 1929 dostala společnost Murray zakázku od společnosti American Austin na návrh karoserie jejich verze anglického Austinu. Celý design navrhl Amos Northup, ale nakonec byl pro výrobu vybrán konkurenční návrh, který vytvořil Alexis de Sakhnoffsky, Hayes Body Company.

### Šéfdesignér Willys-Overland
V době, kdy byl Amos Northup v březnu 1928 jmenován šéfdesignérem společnosti Willys-Overland, byl již považován za předního automobilového designéra a stylistu té doby. Mimo jiné navrhl celou modelovou řadu Willys Whippet pro rok 1929 (tyto vozy společnosti Willys byl k dispozici ve více karosářských verzích, např. čtyřdveřový sedan nebo touring s odklápěcí střechou). Pro automobilku Willys-Overland navrhl rovněž modelovou řadu 1929 Willys-Knights.

### REO Royale Eight

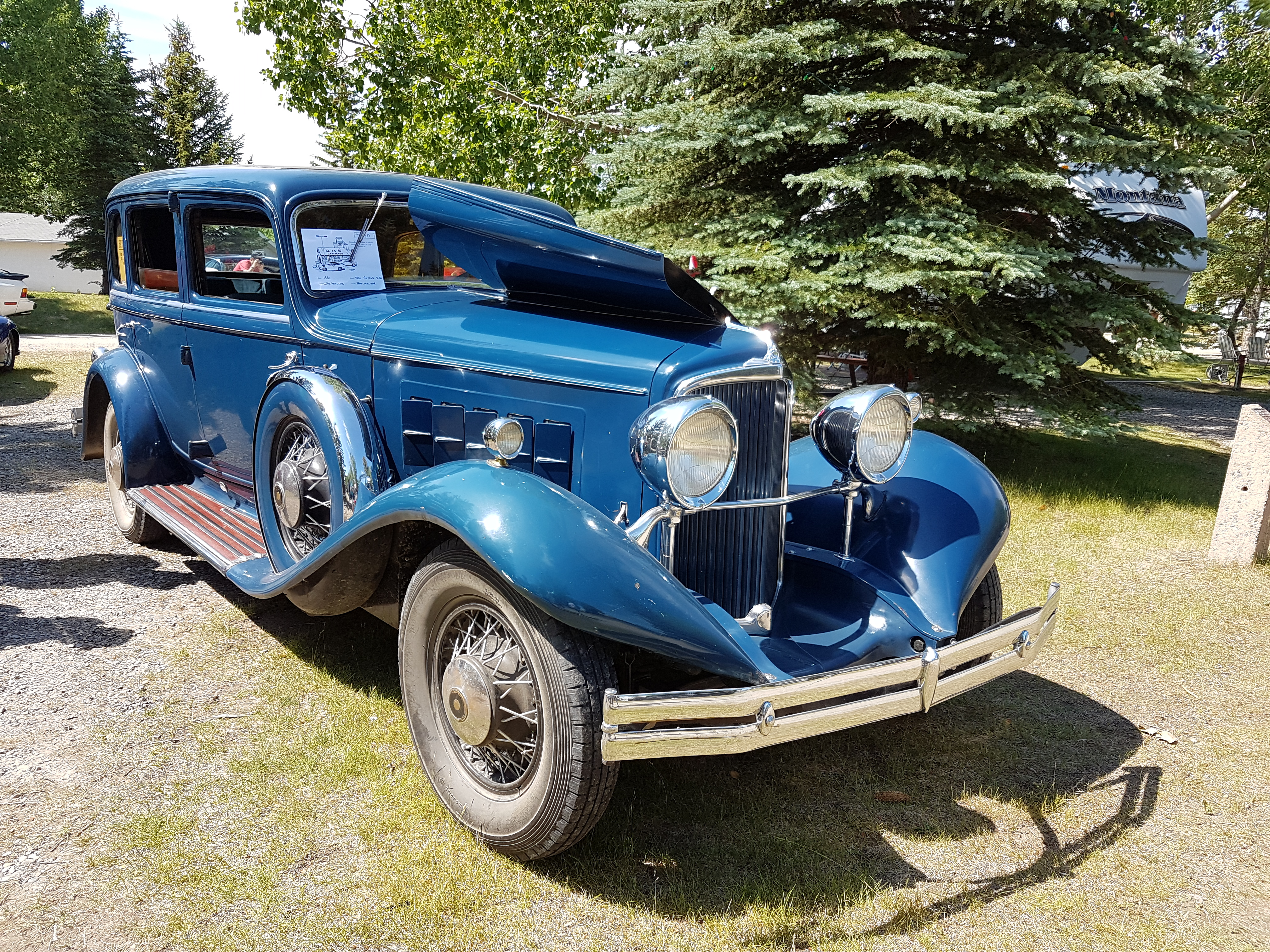
Reo Royale Eight z roku 1931

V roce 1931 společnost Murray dostala zakázku od automobilky REO Motor Company na vůz Reo Royale Eight. Automobilka se do té doby vždy orientovala na vozy střední třídy a vozem Royale Eight s řadovým osmiválcem Royale o výkonu 125 koní poprvé vstoupila na trh s luxusními vozy. Zatímco nižší modely Reo si zachovávaly konvenční design, u modelu Royale se díky návrhu Amose Northupa spojilo několik nových koncepcí a vznikl tak skutečně inovativní vůz, i když si to v té době možná málokdo uvědomoval. Northup si během vývoje designu podal dvě patentové přihlášky. Vůz se prodával za cenu 2845 USD, což odpovídá přibližně 54 750 USD v roce 2022 – v té době to na vůz luxusní třídy byla poměrně výhodná cena.
Kromě dalších zajímavých řešení, model Royale Eight měl svislý chladič, ale mřížka chladiče byla ve tvaru široce rozevřeného písmene V. Blatníky byly kapkovitě prohnuté a přesahovaly více přes přední kola než u předchozích vozů. To mělo zcela praktický efekt. Kolem takto tvarovaného chladiče lépe obtékal vzduch a pod blatníky se dostávalo méně vzduchu. Northupův asistent Julio Andrade uvedl, že letečtí odborníci upozorňovali na to, že proud vzduchu pod blatníky, které do té doby používaly všechny automobilky, by při vysokých rychlostech nadlehčoval přední nápravu. Jak rychlosti silných vozů stoupaly, stávalo se to reálným problémem. Jeden britský majitel Bugatti uvedl, že při vysokých rychlostech se přední kola skutečně nadzvedávala a jednou se blatník tlakem vzduchu dokonce utrhl.
Design vozu Royale Eight byl všeobecně dobře přijat. Automobile Industries popsal jeho styl jako nejradikálnější v liniích za poslední dobu, časopis SAE z 1. ledna 1931 jej označil za nejlepší design roku. Získal první ceny na soutěžích Councours d'Elegance v Římě a v jugoslávském Záhřebu. Bohužel se jeho příchod shodoval s nejhorším obdobím velké hospodářské krize (a rok 1932 byl z hlediska prodeje automobilů v USA vůbec nejhorším). Pro některé roky není znám podíl jednotlivých modelů v rámci automobilky REO, ale je nepravděpodobné, že by celkový prodej modelu Royale Eight přesáhl 5000 kusů.

### Graham Blue Streak

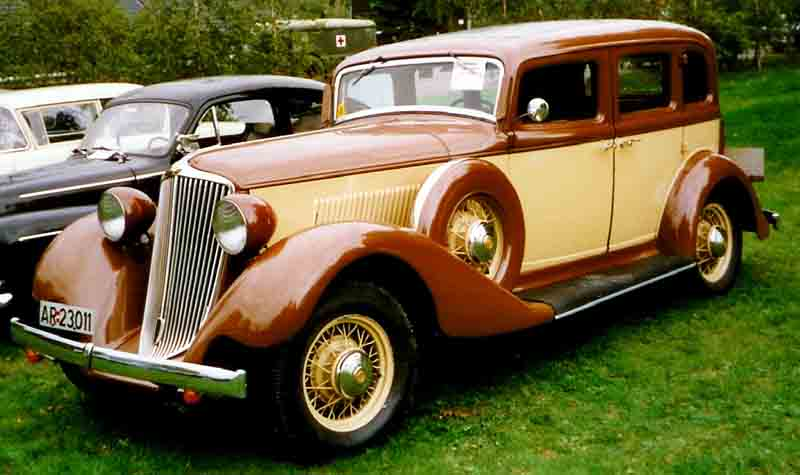
Graham Blue Streak (na obrázku čtyřdveřový sedan) patří mezi nejvýznamnější automobilové designy

Jestliže design vozu Royale Eight byl označen za inovativní, automobil Graham Blue Streak pro automobilku Graham-Paige z roku 1932 byl považován za revoluci v automobilovém designu. Automobilka Graham několik let předtím musela přerušit dosavadní spolupráci se společností Dodge (v roce 1928 Chrysler Corporation společnost Dodge pohltila) a přejmenovala se z Graham Brothers na Graham-Paige.
Zpočátku si nová společnost Graham-Paige vedla mimořádně dobře, ale design prvních samostatně vyráběných osobních vozů nebyl atraktivní. Jak se dopady velké hospodářské krize prohlubovaly, celkové prodeje klesly ze 73 195 vozů na 20 428 kusů v roce 1931. Má se za to, že podnět na nový vůz vzešel od společnosti Murray, která se nabídla, že pro Graham vyvine atraktivní design zcela nového automobilu.
Model Graham Blue Streak (původně se takto označoval použitý motor, ale název se rychle přenesl na celý vůz), uvedený na trh v sezóně 1932, byl naprostým průlomem a určil několik trendů v tomto odvětví. Některé prvky pro vůz Blue Streak, včetně prohnutých a delších předních blatníků nebo prohnuté střechy, si Amor Northup vyzkoušel již na modelu Reo Eight. Čelní sklo se také mírně svažovalo, což odráželo sklon mřížky chladiče směrem dozadu a také zlepšovalo obtékání vzduchu kolem vozu. Prvkem, pro který si Graham z roku 1932 pamatujeme nejlépe, je však lem blatníku, vytvářející kruhový prostor pro přední kolo. Spodní linie blatníku byla obloukovitě prohnutá kolem předního kola. To bylo velice praktické (zakrývalo podvozek s nevyhnutelnými nánosy nečistot + dále zlepšovalo proudění vzduchu), ale zároveň se blatník stal důležitějším výrazem ve vzhledu vozu. Graham měl malé prahové nástavce i nad zadními koly.
Pro každého, kdo je zvyklý na vozy z druhé poloviny třicátých let, je těžké pochopit význam modelu Graham Blue Streak z roku 1932. Již v roce 1933 téměř všechny americké automobilky použily obdobné lemy blatníků a šikmé mřížky chladiče, s výjimkou Chrysleru, který podobné úpravy udělal až později. I když nelze dokázat, že Graham ovlivnil všechny nebo že v letech 1931–1932 žádný jiný designér o podobných blatnících neuvažoval, byl to Graham, kdo je první zavedl do výroby.
Jak se dalo očekávat, automobilový tisk přijal Blue Streak s nadšením a získal také různá ocenění. Navzdory svým inovacím a oceňovanému vzhledu se však Blue Streak neprodával příliš dobře. Důvodem však jednoznačně opět byla již několik let pokračující a prohlubují se hospodářská krize. V roce 1931 se ještě prodalo přes 20 000 kusů, v roce 1932 již jen 12 858 (to však byl nejhorší rok pro všechny automobilky, jak bylo uvedeno výše). Design se pro rok 1933 téměř nezměnil, když reklama právem hlásala, že jde o „nejnapodovanější vůz na trhu“.

### Další návrhy
Amosu Northup vytvořil několik dalších návrhů, i když v některých případech jeho autorství není zcela jisté (v té době nebylo zvykem uvádět, kdo a jak se podílel na návrhu určitého automobilu). V roce 1929 si Willys objednal několik roadsterů v kostkovaných barvách pro výstavní účely. Ty byly určitě Northupovou prací. Některé zdroje uvádějí, že pro Willys vytvořil ještě jeden vůz, levný čtyřválcový model 77 z roku 1933. Nebyl to žádný krasavec, ale obsahoval jednu významnou novinku. Jeho přední světlomety byly částečně zapuštěny do blatníků, což předběhlo o 4 až 5 let Ford z roku 1937 a Studebaker z roku 1938.

### Poslední návrh a úmrtí
Společnost Graham-Paige hledala nový nápadný styl pro karoserii vozu, který byl později pokřtěn jménem Spirit of Motion (Duch pohybu). Pravděpodobně až v 50. letech získal přezdívku Sharknose (žraločí nos), pod kterou je znám dodnes. Většinu práce na tomto vozu odvedl Amos Northup, kterému pomáhal William Nealey. Dokončení návrhu, natož sériové výroby vozu, se však nedočkal, protože v únoru 1937 uklouzl na zledovatělém chodníku, utrpěl vážné zranění hlavy a krátce poté na následky zemřel.
Předpokládá se, že návrh dokončili inženýři společnosti Graham. Mezi význačné rysy tohoto designu patří hranaté přední světlomety zcela zapuštěné do blatníků a plné prahy nad zadními koly. Místo dozadu skloněné mřížky chladiče tento model měl opačný sklon (původ přezdívky Sharknose), podobně jako některé rané závodní vozy. Design byl v americkém tisku a americkými designéry velmi chválen. Zvítězil také v prestižní mezinárodní soutěži Concours D'Elegance v Paříži, vítězství zaznamenal také v Prix d'Avant-Garde v Lyonu, Prix d'Elegance v Bordeaux a Grand Prix d'Honneur ve francouzském Deauville.
Hugo Pfau (který ho osobně znal) uvedl, že „Amos Northup je neopěvovaný hrdina automobilového designu“. Dále poznamenal, že jeho kariéra v oblasti automobilového designu netrvala ani dvě desetiletí, a je si jistý, že kdyby žil déle, vedla by k mnoha dalším inovativním nápadům, které by ovlivnily trend designu v celém odvětví. Během tohoto krátkého období Northup navrhl mnoho stylů karoserií pro různé výrobce. V několika případech byl zodpovědný za restyling a sjednocení designu celé řady vozů. Přestože tyto firmy od Murraye kupovaly pouze karoserie, byly rády, že jim Northup stylizoval celý vůz – vznikl tak jednotný design. Northup byl přitom stejně zručný také při provádění drobných změn, které ale zlepšovaly celkový vzhled vozu.